# 서원구
서원구(西原區)는 충청북도 청주시  남서부에  있는 구로, 청주시의 4개 일반구 중 하나이다. 2014년 7월 1일,  청원군과 기존의 청주시를 통합해 도농복합시로 청주시가 출범하면서 신설되었다. 구 이름은 신라 시대때 청주지역을 지칭하던 서원경(西原京)이라는 명칭에서 유래되었다.

## 역사
- 2014년 7월 1일 청주시, 청원군의 통합으로 신설, 구청은 기존 흥덕구청 자리에 신설

## 행정 구역
| 행정동         | 한자             | 면적   | 세대   | 인구    | 행정 구역 |
| -------------- | ---------------- | ------ | ------ | ------- | --------- |
| 남이면         | 南二面           | 48.84  | 4,279  | 10,071  |           |
| 현도면         | 賢都面           | 43.47  | 1,891  | 3,765   |           |
| 사직1동        | 社稷1洞          | 1.35   | 4,260  | 9,413   |           |
| 사직2동        | 社稷2洞          | 0.88   | 5,892  | 17,163  |           |
| 사창동         | 司倉洞           | 1.04   | 7,998  | 16,246  |           |
| 모충동         | 慕忠洞           | 1.59   | 7,959  | 17,163  |           |
| 분평동         | 粉坪洞           | 1.90   | 12,054 | 34,663  |           |
| 산남동         | 山南洞           | 3.7    | 10,557 | 29,469  |           |
| 수곡1동        | 秀谷1洞          | 1.41   | 7,057  | 15,662  |           |
| 수곡2동        | 秀谷2洞          | 0.48   | 6,813  | 15,396  |           |
| 성화개신죽림동 | 聖化·開新·竹林洞 | 6.11   | 19,287 | 49,719  |           |
| 서원구         | 西原區           | 110.77 | 88,047 | 217,477 |           |

## 교육기관
| - 충북대학교 - 청주교육대학교 - 한국방송통신대학교 충북지역대학 - 서원대학교 - 꽃동네대학교 - 청주중앙여자고등학교 - 충북고등학교 - 운호고등학교 - 산남고등학교 - 충북여자고등학교 - 세광고등학교 - 청주여자상업고등학교 - 청주하이텍고등학교 - 현도정보고등학교 - 충북체육고등학교 - 산남중학교 - 원평중학교 - 세광중학교 - 수곡중학교 - 운호중학교 - 청주남중학교 - 청주여자중학교 - 충북여자중학교 - 현도중학교 - 개신초등학교 - 청주교육대학교 부설초등학교 - 남성초등학교 - 남평초등학교 - 모충초등학교 - 분평초등학교 - 산남초등학교 - 사직초등학교 - 샛별초등학교 - 원평초등학교 - 창신초등학교 - 한벌초등학교 - 남이초등학교 - 갈원초등학교 - 옥포초등학교 - 현도초등학교 - 성화초등학교 - 죽림초등학교 |

## 문화·관광
- 청주종합경기장
  - 청주야구장
- 원흥이두꺼비생태공원
- 구룡산
- 청주예술의전당
- 무심천

## 관공서
- 청주교도소
- 청주여자교도소
- 청주외국인보호소
- 청주지방법원
- 청주지방검찰청
- 국민건강보험공단
- 충청북도교육청
- 충북지방병무청
- 청주지방노동사무소
- 청주고용지원센터
- 충청북도청주교육지원청
- 충청북도중앙도서관
- 대한지적공사
- 자산관리공사
- 법무부청주보호관찰소
- 국민건강보험공단
- 한국토지주택공사
- 한국수자원공사
- 국민권익위원회
- 대한노인회
- 한국법무보호복지공단

## 방송국
- YTN청주지국
- 청주기독교방송
- 청주방송
- KBS 청주방송총국

## 자매 결연 도시
- 미국 노스캐롤라이나주
- 인도 라자스탄
- 멕시코 칸쿤
- 대한민국 서울특별시 동작구